# Арапске миграције у Магреб
Арапске миграције у Магреб укључивале су узастопне таласе миграције и насељавања Арапа у региону Магреба у Африци, који обухвата данашњи Алжир, Либију, Мароко и Тунис. Процес се одвијао током неколико вијекова, од почетка 7. вијека до 17. вијека. Арапски мигранти су потицали са Блиског истока, посебно са Арапског полуострва, а касније су групе стизале из Леванта и Ирака.
Прилив Арапа у Магреб почео је у 7. вијеку арапским освајањем Магреба, када су арапске војске освојиле регион као део раних муслиманских освајања. Овај почетни талас арапске миграције пратили су каснији периоди миграције и насељавања, посебно током Омејадског и Абасидског калифата и каснијих арапских династија. Међутим, најзначајнији талас арапске миграције догодио се у 11. вијеку доласком више бедуинских племена са Арабијског полуострва, као што су Бану Хилал, Бану Сулејм и Макил. Последњи значајан талас арапске миграције у Магреб био је из Ал Андалуса у 17. вијеку као резултат Реконкисте. Ови мигранти основали су бројна арапска царства и династије у Магребу, као што су Аглабиди, Идрисиди, Сулејманиди, Салихиди, Фатимиди, Саадијци и Алавити.
Арапске миграције у Магреб имале су дубок утицај на демографију и културу Магреба. То је резултирало претежно арапским становништвом Магреба, расељавањем и арабизацијом берберског и пунског становништва, и ширењем арапског језика и арапске културе широм региона. Арапски мигранти су у суштини трансформисали преисламску културу Магреба у арапску културу и проширили бедуински начин живота. Потомци арапских досељеника у Магребу познати су као магребски Арапи. Историчари су окарактерисали арапске миграције, посебно оне Хилалијанаца, као најзначајнији догађај у средњовековној историји Магреба.

## Савремена демографија

### Арапска племена
Ова арапска племена су се населила у Магребу и израсла у неколико савремених подплемена. Најзначајнија арапска племена Марока укључују Абда, Ахл Рашида, Азвафит, Бану Макил, Бану Тамим, Бени Ахсен, Бени Амир, Бени Гуил, Бени Хасан, Бану Хилал, Бени Хира, Бени Матар, Бени Моусса, Бану Сулајм, Бени Земур, Хауја, Дукала, Хјајна, Хлут, Мзаб, Оулад Делим, Оулад Тидрарин, Оулад Зјан, Рахамна, Слес, Заер, Зјајда. Постоји неколико племена бедуинског поријекла широм Туниса, као што су Бану Худхаил и Шамар, али они данас нису много номадски и углавном живе у градовима. Главна арапска племена у Либији су Кадхада, Магарха, Варфала, Фирјан, Саада и Мурабтин, Масамир, Зувеја, Авлад Бусаиф, Авлад Сулејман и Абајдат. Најпознатија арапска племена Алжира су Цхаамба, Дхоуаоуда, Доуи-Мениа, Гхенанма, Бени Хасан, Оулед Дјерир, Авлад Сиди Схаикх, Бану Тамим, Бану Хилал, Бану Сулаим, Тхаалиба, Оулед Наил, Бени Амер, Хамиан и многа друга. Бедуинска племена у Алжиру првенствено живе у Алжирској пустињи.